# 親鸞獎
亲鸾獎（日语：／）以日本镰仓时代著名佛教僧人亲鸾的名字命名的文学奖，由本愿寺文化兴隆财团颁奖，2000年首次颁奖，每二年一届，奖金200万日元。

## 評選委員
- 加賀乙彦（小說家）
- 黑井千次（小說家）
- 中西進（国文学者）
- 瀨戶內寂聽（僧人、小說家）

## 历届得奖者
| 回 | 年份   | 得奖者        | 得奖作 | 类别 |
| -- | ------ | ------------- | ------ | ---- |
| 1  | 2000年 | 辻井喬        |        | 小说 |
| 2  | 2002年 | 水上勉        |        | 小说 |
| 3  | 2004年 | 池泽夏树      |        | 小说 |
| 4  | 2006年 | 高村薰        |        | 小说 |
| 5  | 2008年 | 立松和平      |        | 小说 |
| 6  | 2010年 | 宮尾登美子    |        | 小说 |
| 7  | 2012年 | 稻葉真弓      |        | 小说 |
| 8  | 2014年 | 木内昇 和田竜 |        | 小说 |
| 9  | 2016年 | 澤田瞳子      | 若冲   | 小説 |